# Monument funerar de război (Uiutnoe)
Monument funerar de război este un monument amplasat în Uiutnoe, Unitățile Administrativ-Teritoriale din Stînga Nistrului, Republica Moldova. Este un monument istoric de importanță națională inclus în Registrul monumentelor Republicii Moldova ocrotite de stat cu nr. 1342 (raionul Slobozia).